# 330P/Catalina
La comète Catalina, officiellement 330P/Catalina, est une comète périodique du système solaire, découverte le 5 novembre 1999 par le programme Catalina Sky Survey.